# Соотношение Холла — Петча

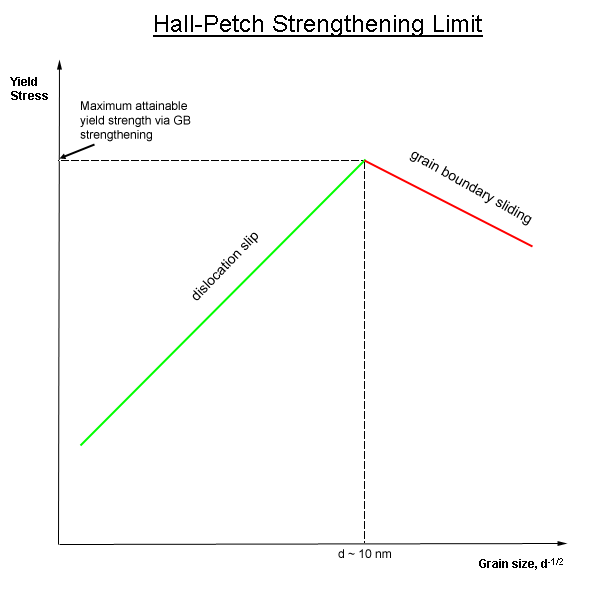
Соотношение Холла-Петча ограничено размером дислокации. Как только размер зерна составляет около 10 нм, границы зёрен начинают скользить.

Соотношение Холла — Петча иначе закон Холла — Петча (англ. Hall–Petch relationship или англ. Hall–Petch strengthening, англ. grain-boundary strengthening) — соотношение между пределом текучести и размером зерна d для поликристаллического материала:
σΤ = σ0 + Kd−1/2, где σ0 — некоторое напряжение трения, которое необходимо для скольжения дислокаций в монокристалле, а K — индивидуальная для каждого материала константа, также называемая «коэффициентом Холла-Петча».

## Описание
Соотношение (закон) Холла-Петча даёт количественное описание роста предела текучести поликристаллического материала с уменьшением размера зерна. В основе этой зависимости лежат дислокационные механизмы пластической деформации: границы зёрен тормозят движение дислокаций. Кроме поликристаллических материалов, данное соотношение применимо также для некоторых слоистых материалов.
Важно отметить, что для наноматериалов с размером зерна порядка нескольких десятков нанометров этот закон в той или иной мере нарушается, и проявляется так называемый обратный эффект Холла-Петча (англ. inverse Hall–Petch effect), механизмы которого в настоящее время недостаточно изучены.